# Hermann Schulz (Ringer)
Hermann Schulz (* 1888; † nach 1913) war ein deutscher Ringer.
Schulz war Ringer-Vizeweltmeister in der Klasse bis 70 kg bei den inoffiziellen Weltmeisterschaften 1911 in Berlin, 1913 Dritter der WM in Breslau; er startete hier in der Klasse bis 67,5 kg.